# Xã Walnut, Quận Reno, Kansas
Xã Walnut (tiếng Anh: Walnut Township) là một xã thuộc quận Reno, tiểu bang Kansas, Hoa Kỳ. Năm 2010, dân số của xã này là 103 người.